# Pierre-Alain Dahan
Pierre-Alain Dahan (Orano, 23 marzo 1943 – Le Thor, 23 dicembre 2013) è stato un batterista francese ricordato per essere stato membro dei Peppers e i Voyage.

## Biografia
Dahan nacque nel 1943 a Orano, in Algeria. Durante la prima metà degli anni settanta fu membro dei Peppers, la cui Pepper Box (1973) giunse alla sesta posizione della classifica britannica. Fu anche attivo brevemente negli Arpadys, nei V.I.P. Connection e nel primo nucleo degli Space prima di fondare i Voyage, i cui dischi riuscirono a raggiungere la vetta della classifica disco negli Stati Uniti. Nello stesso decennio pubblicò degli album di musica per sonorizzazioni assieme a Mat Camison, Slim Pezin, Marc Chanterau e Sauver Mallia, tutti editi dalla Tele Music. Il batterista morì nel 2013 a Le Thor.

## Discografia

### Da solista

#### Album in studio
- 1972 – Continental Pop Sound
- 1973 – Rhytmiques (con Mat Camison)
- 1975 – T.V. Themes (con Mat Camison)
- 1976 – Neo Rhytmiques (con Slim Pezin)
- 1977 – Industrial Rock (con Sauver Mallia)
- 1980 – Synthesis 1 (con Marc Chanterau)
- 1980 – Synthesis 2 (con Marc Chanterau)
- 1980 – Operation Hypnosis (con Marc Chanterau)
- 1983 – Vibrations - Volume 3 (con Marc Chanterau)
- 1984 – Percussions Modernes (Volume 3) (con Marc Chanterau)
- 1985 – Viva la Music (con Marc Chanterau)

### Nei gruppi

#### Con gli Arpadys

##### Album in studio
- 1977 – Arpadys

## Colonne sonore
- La famille selon Mathieu, 2002